# Ujong Pie
Ujong Pie is een bestuurslaag in het regentschap Pidie van de provincie Atjeh, Indonesië. Ujong Pie telt 1191 inwoners (volkstelling 2010).